# Josep Cifre Cerdà
Josep Cifre Cerdà "de Solleric" (Pollença, 1900 - Alaró, 1990) fou un agrònom, gestor agrícola i innovador en tècniques agràries mallorquí.
Nascut a Pollença. Amb la comprà de Solleric, a Alaró, de banda de Manuel Salas i Sureda, aquest nou propietari posà d'administrador de la finca alaronera l'amo en Guillem Cifre, que hi va estar un bon grapat d'anys. Josep Cifre Cerdà era nebot d'aquest personatge i des de 1926 va ser ell l'administrador dels béns de la família Salas a Mallorca i, en particular, de Solleric.
Es va dedicar intensament al millorament del cultiu de l'olivera i a la producció d'oli. També es va dedicar a produir essències aromàtiques (lavanda, taronger, menta...). És considerat un dels pioners en la introducció de la inseminació artificial d'èquids. Amb la finalitat de desenvolupar aquesta tècnica creà un petit laboratori a Solleric mateix. La visita al laboratori del governador civil Pardo Suárez va significar l'elaboració d'un projecte de creació d'un Institut de Biologia Animal. El 1948 obtingué el títol de pèrit avícola. Va ser cap de la Germandat de Llauradors d'Alaró, vocal de la junta provincial de l'Institut Nacional de Previsió i cap provincial del sindicat de l'olivera.